# Ngapoi Ngawang Jigme
Ngapoi Ngawang Jigme (chữ Tạng: ང་ཕོད་ངག་དབང་འཇིགས་མེད་; Wylie: nga-phod ngag-dbang 'jigs-med; ZWPY: Ngapo Ngawang Jigmê; phương ngữ Lhasa IPA: [ŋɑ̀pø̂ː ŋɑ̀wɑŋ t͡ɕíʔmi]; tiếng Trung: 阿沛·阿旺晋美; bính âm: Āpèi Āwàng Jìnměi; ngày 1 tháng 2 năm 1910 - ngày 23 tháng 12 năm 2009) là một quan chức cấp cao của Tây Tạng, người nắm giữ nhiều chức vụ quân sự và chính trị trước và sau năm 1951. Ông thường được biết đến với tên đơn giản là Ngapo trong các nguồn bằng tiếng Anh.

## Tiểu sử
Ngapoi Ngawang Jigme sinh ra ở Lhasa là con trai của một gia đình quý tộc Tây Tạng hàng đầu thế hệ hậu duệ của các vị vua Tây Tạng, Horkhang. Cha của ông là thống đốc của Chamdo ở Đông Tây Tạng và chỉ huy lực lượng vũ trang Tây Tạng. Sau khi nghiên cứu văn học Tây Tạng truyền thống, ông đã sang Anh để học thêm. Ông đã kết hôn với Ngapoi Cedain Zhoigar, Phó chủ tịch của Liên hiệp Phụ nữ Tây Tạng, do đó tên ông Ngapoi.

## Nghề nghiệp
Sau khi trở lại vào năm 1932 từ những nghiên cứu của ông ở Anh, ông phục vụ trong quân đội Tây Tạng. Ngapoi bắt đầu sự nghiệp của mình như là một quan chức địa phương ở Chamdo năm 1936. Là một thành viên chính phủ của chính phủ cũ của Tây Tạng dưới thời Dalai Lama, ông đã ủng hộ cải cách. Vào tháng 4 năm 1950, ông được bổ nhiệm làm Tổng thống (ủy viên hội đồng) của Chamdo, nhưng chỉ nhậm chức tháng 9, sau khi thống đốc Lhalu Lhasa rời khỏi Lhasa.